# Třída Raimondo Montecuccoli
Třída Raimondo Montecuccoli byla třída lehkých křižníků italského královského námořnictva. Jednalo se o třetí skupinu rozsáhlé třídy Condottieri. Celkem byly postaveny dvě jednotky této třídy. Ve službě byly v letech 1935–1964. Oba křižníky byly nasazeny ve druhé světové válce. Jeden byl ve válce zničen a druhý po válce převzalo obnovené italské námořnictvo, které jej provozovalo jako cvičnou loď.

## Stavba
Oproti předcházejícím dvěma skupinám třídy Condottieri (třídy Di Giussano a Luigi Cadorna) měly tyto křižníky významně zesílené pancéřování, což se projevilo nárůstem výtlaku o přibližně 2000 t. Nový byl můstek a typ přídě, katapult byl přesunut mezi komíny a do prostoru za druhým komínem byly přesunuty 100mm kanóny. Celkem byly postaveny dvě jednotky této třídy. Jejich stavba byla zahájena v roce 1931, v roce 1934 byly spuštěny na vodu a roku 1935 byly zařazeny do služby.
Jednotky třídy Raimondo Montecuccoli:
| Jméno                 | Loděnice       | Založení kýlu | Spuštěna      | Vstup do služby | Poznámka |
| --------------------- | -------------- | ------------- | ------------- | --------------- | --- |
| Raimondo Montecuccoli | Ansaldo, Janov | 1931          | 2. srpna 1934 | 30. června 1935 | Od roku 1949 cvičná loď. Vyřazen 1964. |
| Muzio Attendolo       | CRDA, Terst    | 1931          | 9. září 1934  | 30. června 1935 | Ztratil příď po zásahu torpédem britské ponorky HMS Unbroken (P42). Dne 4. prosince 1942 byl, během oprav v Neapoly, těžce poškozen spojeneckým náletem, později byl sešrotován. |

## Konstrukce

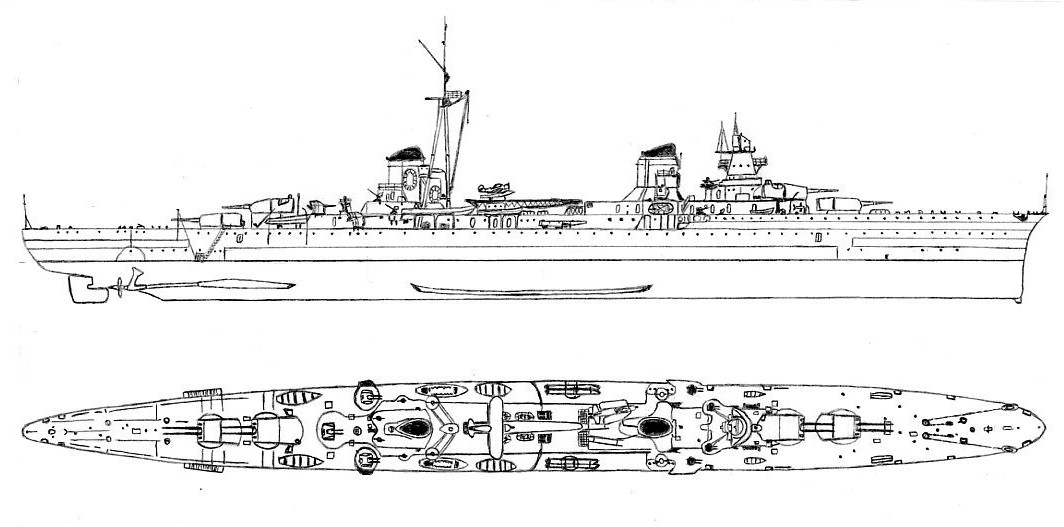
Nákres třídy

Výzbroj představovalo osm 152mm kanónů ve dvoudělových věžích, šest 100mm kanónů, osm 37mm kanónů, osm 13,2mm kulometů a čtyři 533mm torpédomety. Křižníky byly vybaveny jedním katapultem a až dvěma hydroplány. Pohonný systém tvořilo šest kotlů a dvě sestavy turbín o výkonu 106 000 hp, pohánějící dva lodní šrouby. Nejvyšší rychlost dosahovala 37 uzlů. Dosah byl 4122 námořních mil při rychlosti 18 uzlů.

### Modifikace
V roce 1943 byly odstraněny kulomety a torpédomety, naopak výzbroj posílilo dvanáct 20mm kanónů.
Křižník Raimondo Montecuccoli byl po válce upraven na cvičnou loď. Byla demontována druhá dělová věž se 152mm kanóny a jedna se 100mm kanóny, naopak přibylo osm 40mm kanónů a čtyři 20mm kanóny. Instalovány byly americké radary. Demontovány byly rovněž dva kotle, výkon pohonného systému klesl na 75 000 hp a nejvyšší rychlost se snížila na 29 uzlů.

## Operační nasazení

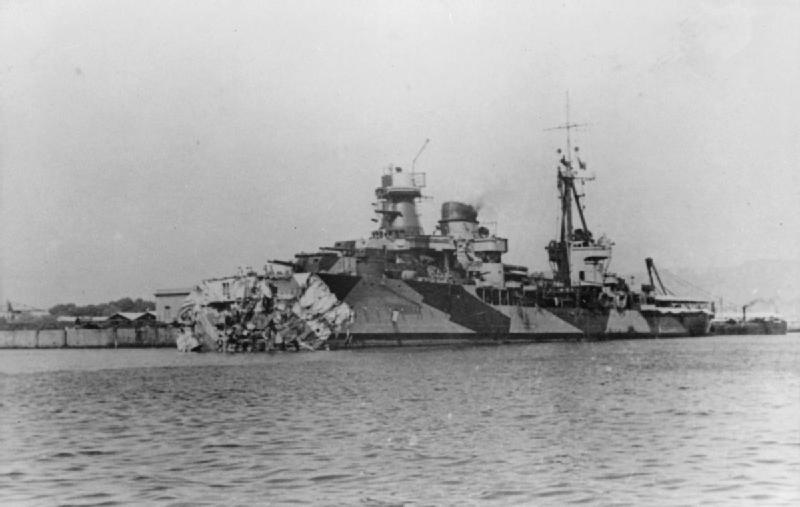
Muzio Attendolo se zničenou přídí

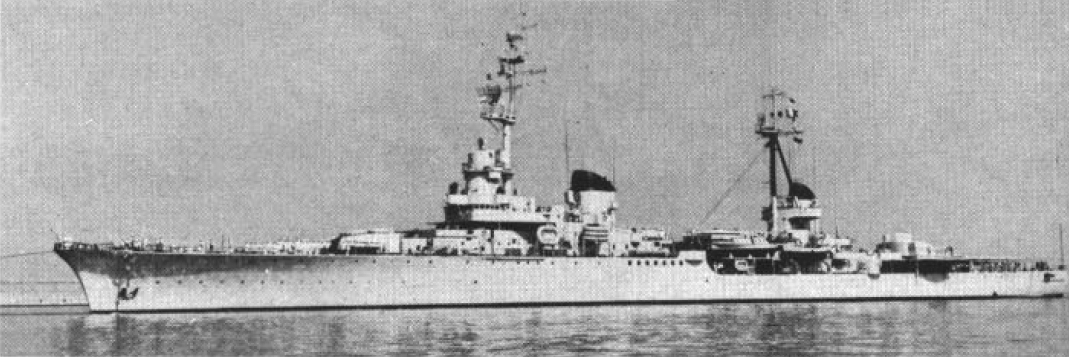
Raimondo Montecuccoli (C552) během poválečné služby. Za pozornost stojí demontovaná druhá dělová věž.

Raimondo Montecuccoli a Muzio Attendolo bojovaly v červenci 1940 v bitvě u Punta Stilo. Muzio Attendolo poté bojoval v prosinci 1941 v první bitvě u Syrty a dlouhodobé vyřazení z boje pro něj znamenala spojenecká Operace Pedestal v srpnu 1942. Během ní křižník 13. srpna 1942zasáhlo torpédo vypuštěné britskou ponorkou třídy U HMS Unbroken a způsobilo odlomení celé přídě (oprava trvala přibližně tři měsíce).
Raimondo Montecuccoli byl nasazen proti britské Operaci Harpoon. Dne 4. prosince 1942 oba křižníky v Neapoly vážně poškodilo spojenecké letectvo. Zatímco Muzio Attendolo do konce války opraven a byl po ní sešrotován, Raimondo Montecuccoli se vrátil do služby jen několik týdnů před italskou kapitulací a po ní ho čekala internace.
Raimondo Montecuccoli byl po válce vrácen Itálii a v letech 1947–1949 byl přestavěn na cvičnou loď. Obnovené italské námořnictvo křižník vyřadilo roku 1964.